# أزلا
أزلا قرية ساحلية (أو تجمع قروي) تطل على البحر الأبيض المتوسط ، وتقع في الضاحية الشرقية لمدينة تطوان المغربية. وهي كذلك جماعة قروية تابعة لإقليم تطوان. ويبلغ عدد سكان الجماعة 12.611 نسمة (إحصاء 2004). وتبعد عن وسط المدينة ب9 كلم[محل شك].

## المرسى
على مر التاريخ لعب مرسى أزلا دورا هاما في تاريخ أيت حزمر ومنطقة تطوان ككل ٬ و قد سبق للرحالة الإدريسي في كتابه أن أشار إلى مرسى أزلا كقاعدة بحرية متوسطية مهمة ، وقد ازدادت مكانته بعد بناء مدينة تطوان ليصبح بعدها أحد أهم موانئها.
يقع مرسى أزلا على مصب نهر أزلا ٬ و قد غلب على هذا الميناء شأنه شأن العديد من الموانئ في المنطقة تاريخيا الدور الجهادي ٬ حيث أقيمت على حافة النهر ترسانة لصناعة السفن وإصلاحها في عهد الإمارة المنظرية (1484-1565) كما تم استعمال النهر كملجأ لسفن القراصنة.